# Parexarnis photophila
Parexarnis photophila is een vlinder uit de familie van de uilen (Noctuidae). De wetenschappelijke naam van de soort is, als Agrotis photophila, voor het eerst geldig gepubliceerd in 1852 door Achille Guenée.
De soort komt voor in Europa.